# Фатежская волость
Фате́жская во́лость — административно-территориальная единица, существовавшая в составе укрупнённого Курского уезда Курской губернии в 1924—1928 годах.
Административным центром был город Фатеж.

## История
23 мая 1924 года Фатежский уезд был упразднён. На его территории были сформированы Алисовская, Нижнереутская и Фатежская волости, вошедшие в состав Курского уезда. По состоянию на 1926 год в состав волости входило 23 сельсовета, 79 населённых пунктов. 28 июня 1928 года волость была упразднена в связи с переходом на районное деление. Сельсоветы волости вошли в состав Фатежского района.

## Сельсоветы
Всего 23 сельсовета (список неполный): 
| № | Сельсовет     | Административный центр |
| - | ------------- | ---------------------- |
| 1 | Глебовский    | д. Глебовщина          |
| 2 | Миленинский   | с. Миленино            |
| 3 | Миролюбовский | д. Миролюбово          |
| 4 | Русановский   | д. Русановка           |
| 5 | Сухочевский   | д. Сухочево            |